# حیات وحش گابن
حیات وحش گابن متشکل از گیاگان و زیاگان این کشور است. تنوع زیستی گابن چشمگیر است و وفور بی‌نظیری در آفریقا دارد. پارک ملی لوآنگو برای اسب‌های آبی موج‌سوار که در خطوط ساحلی بکر آنجا پرسه می‌زنند و فیل جنگلی آفریقایی ساحل‌روب مشهور است.

## زیاگان
گابن جایگاه حدود ۲۰۰ گونه پستاندار از جمله گوریل جلگه‌ای غربی و ۶۰۰ گونه پرنده است که بسیاری از آن‌ها بوم‌زاد هستند. این کشور هنوز غالباً پوشیده از جنگل‌های بارانی است و بیشتر حیوانات آن حیوانات جنگلی هستند و بنابراین ممکن است که مشخص نمودن این حیوانات دشوارتر باشد.